# 다리야 클리시나
다리야 이고레브나 클리시나(러시아어: Дарья Игоревна Клишина, 1991년 1월 15일 ~ )는 러시아의 멀리뛰기 선수이다.

## 생애 초반
클리시나는 1991년에 러시아 트베리에서 태어났다. 클리시나는 8세 시절에 배구를 시작했고 13세 시절에 전직 운동 선수였던 아버지의 영향을 받아 특기인 멀리뛰기 종목으로 전향했다.

## 경력
클리시나는 체코 오스트라바에서 열린 2007년 세계 청소년 육상 선수권 대회에서 6.47m를 기록하면서 금메달을 획득했으며 세르비아 베오그라드에서 열린 2007년 유럽 유스 올림픽 페스티벌에서 6.43m를 기록하면서 금메달을 획득했다. 세르비아 노비사드에서 열린 2009년 유럽 주니어 육상 선수권 대회에서 6.80m를 기록하면서 금메달을 획득했다.
클리시나는 2010년 6월 26일에 7.03m를 기록하면서 러시아 청소년 멀리뛰기 기록이자 역대 2번째 청소년 최고 기록을 달성했다. 이 기록은 또한 그의 팀 동료인 올가 쿠체렌코의 7.13m에 이어 그 해 세계에서 2번째로 높은 멀리뛰기 기록이었다. 2010년에 멀리뛰기에서 우위를 점했음에도 불구하고 클리시나는 2010년 세계 청소년 육상 선수권 대회에 출전하지 않았다. 대한민국 대구에서 열린 2011년 세계 육상 선수권 대회에서는 6.50m를 기록하면서 7위를 차지하는 데에 그쳤다.
클리시나는 프랑스 파리에서 열린 2011년 유럽 실내 육상 선수권 대회에서 6.80m를 기록하면서 금메달을 획득했고 스웨덴 예테보리에서 열린 2013년 유럽 실내 육상 선수권 대회에서 7.01m를 기록하면서 금메달을 획득했다. 또한 러시아 카잔에서 열린 2013년 하계 유니버시아드에서 6.90m를 기록하면서 금메달을 획득했고 스위스 취리히에서 열린 2014년 유럽 육상 선수권 대회에서 6.65m를 기록하면서 동메달을 차지했다.
클리시나는 2016년에 국제 육상 경기 연맹(IAAF)의 특별 허가를 받아 2016년 리우데자네이루 하계 올림픽에 출전할 수 있게 되었다. 러시아 육상 경기 연맹은 도핑 금지 규정 위반으로 인해 국제 육상 경기 연맹으로부터 자격 정지 처분을 받은 상태였기 때문에 클리시나만이 출전할 수 있었다. 이 때문에 클리시나는 러시아에서 "배신자", "반역자", "매국노"라는 비난을 받았다. 이 결정은 2016년 8월 13일에 처음 뒤집혔다. 클리시나는 "깨끗한 운동 선수이며 이미 여러 번 그리고 의심의 여지 없이 그것을 증명했다."고 말하면서 곧바로 항소했는데 "나는 3년 동안 미국 플로리다에서 문제의 도핑 방지 시스템과 무관한 환경에서 활동했다. 우리의 아름다운 스포츠를 조작하는 시스템을 만들고 그것을 정치적 목적으로 사용한 죄의 사람들에게 희생양이 되고 있다."고 지적했다. 국제 육상 경기 연맹이 2016년 8월 15일에 클리시나의 항소를 인용하면서 클리시나는 대회에 참가할 수 있게 되었다. 하지만 클리시나는 여자 멀리뛰기 결선에서 6.63m를 기록하면서 9위를 차지하는 데에 그쳤다.
클리시나는 영국 런던에서 열린 2017년 세계 육상 선수권 대회에서 공인 중립 선수로 출전했다. 클리시나는 미국의 브리트니 리스에 0.02m 뒤진 7.00m를 기록하면서 은메달을 획득했다.

## 사생활
클리시나는 "바비 인형"이라는 별명을 갖고 있을 정도로 러시아와 미국을 오가며 모델로도 활동했다. 또한 미국 뉴욕에 본사를 둔 모델 에이전시인 IMG와의 계약을 통해 나이키, 레드불의 광고 모델로도 활동했다.